# Zona roja (pel·lícula de 1976)
Zona roja és una pel·lícula mexicana del 1976 dirigida per Emilio Fernández i protagonitzada per Fanny Cano.

## Sinopsi
En una prostíbul a Acapulco viu la Leonor (Fanny Cano), una jove i bella dona que espera retrobar-se amb un vell amant. De sobte, l'home reapareix per allunyar-la de la seva vida de vici. Però el deute que té Leonor amb la "Madame" de la casa provoca una sèrie de conflictes.

## Repartiment
- Fanny Cano	...	Leonor
- Armando Silvestre	...	Juan
- Víctor Junco
- Venetia Vianello ...	La Madame
- Mercedes Carreño
- Lina Michel
- Yolanda Rigel ...	Yolanda

## Recepció
La pel·lícula va sorprendre el públic amb les escenes explícites de nuesa de les actrius que interpretaven els papers de prostitutes.